# Taku Watanabe
Taku Watanabe (渡辺 卓 Watanabe Taku?), född 9 november 1971 i Ibaraki prefektur, är en japansk före detta fotbollsspelare.
Watanabe började sin karriär 1990 i Fujita Industries (Bellmare Hiratsuka). Han spelade 122 ligamatcher för klubben. Med Bellmare Hiratsuka vann han japanska cupen 1994. 1996 flyttade han till Cerezo Osaka. Efter Cerezo Osaka spelade han för Consadole Sapporo, Mito HollyHock och Montedio Yamagata. Han avslutade karriären 2002.